# Sturgeon Lake 154A
Sturgeon Lake 154A är ett reservat i Kanada.   Det ligger i provinsen Alberta, i den centrala delen av landet, 3 100 km väster om huvudstaden Ottawa. Sturgeon Lake 154A ligger vid sjön Sturgeon Lake.
I omgivningarna runt Sturgeon Lake 154A växer i huvudsak blandskog. Runt Sturgeon Lake 154A är det glesbefolkat, med 10 invånare per kvadratkilometer.